# São João do Carú
São João do Carú est une municipalité brésilienne située dans l'État du Maranhão.